# En traître
En traître (Treason) est une mini-série britannique en cinq épisodes d'environ 42 minutes réalisée par Louise Hooper et Sarah O'Gorman, et mise en ligne le 26 décembre 2022 dans le monde entier sur la plateforme Netflix.

## Synopsis
Adam Lawrence, directeur adjoint du MI6, voit son passé le rattraper sous la forme de Kara, une ancienne espionne russe. Alors qu'il prend la tête des services de renseignement britanniques après l'empoisonnement de son patron, il est obligé de remettre en question tout et tout le monde dans sa vie.

## Distribution
- Charlie Cox (VF : Damien Boisseau) : Adam Lawrence
- Olga Kurylenko (VF : Ingrid Donnadieu) : Kara Yusova
- Oona Chaplin (VF : Marie Giraudon) : Maddy Lawrence
- Ciarán Hinds (VF : Féodor Atkine) : Sir Martin Angelis
- Beau Gadsdon (VF : Emmylou Homs) : Ella Lawrence
- Adam James (en) (VF : Pierre Tessier) : Patrick Hamilton
- Tracy Ifeachor (VF : Fily Keita) : Dede Alexander
- Danila Kozlovski : Lord Anton Melnikov
- Avital Lvova : Irina Belova
- Alexandra Guelff : Fran Gore
- Brian Law : Dan Tao
- Kevin Harvey (VF : Stéphane Pouplard) : Olamide Bello
- Samuel Leakey (VF : Sacha Tomassian) : Callum Lawrence

 Source et légende : version française (VF) sur RS Doublage

## Épisodes
Les épisodes, sans titres, sont numérotés de un à cinq.